# Dynamite from Nightmareland
Dynamite from Nightmareland è il primo album dei Kill for Thrills, uscito nel 1990 per l'etichetta discografica MCA Records.

## Tracce
1. Motorcycle Cowboys (Clarke) 3:46
2. Commercial Suicide (Clarke) 5:14
3. Brother's Eyes (Clarke, Muscat, Nesmith, Scott) 5:08
4. Paisley Killers (Clarke, Muscat, Nesmith, Scott) 4:24
5. Something for the Suffering (Clarke, Muscat, Nesmith, Scott) 4:46
6. Rockets (Clarke) 4:14
7. Wedding Flowers (Clarke) 3:42
8. Ghosts and Monsters (Clarke) 3:34
9. My Addiction (Clarke) 4:30
10. Misery Pills (Clarke, Muscat, Nesmith, Scott) 5:02
11. Silver Bullets (Clarke) 4:03

## Formazione
- Gilby Clarke - voce, chitarra
- Jason Nesmith - chitarra
- Todd Muscat - basso
- Davis Scott - batteria

### Altri musicisti
- Kyle Vincent - voce